# Білик Мирослав Миколайович
Мирослав Миколайович Білик (18 листопада 1959, м. Тернопіль — 27 червня 2019, там же) — український інженер-винахідник [джерело?], підприємець.

## Життєпис
Закінчив Львівський політехнічний інститут (1981, нині університет «Львівська політехніка»). Працював на підприємствах Тернополя.
Від 1998 року — голова правління ВАТ «Галичина».
Помер 27 червня 2019 року.

## Політична діяльність
Депутат Тернопільської міської ради (2010).

## Відзнаки
- медаль «Винахідник»;
- церковний орден св. Архістратига Михаїла (обидва 2002);
- Заслужений працівник промисловості України (2018) — за значний особистий внесок у державне будівництво, соціально-економічний, науково-технічний, культурно-освітній розвиток Української держави, вагомі трудові досягнення, багаторічну сумлінну працю [5].